# Мерфи, Бриттани
Бри́ттани Энн Ме́рфи-Мо́нджек (англ. Brittany Anne Murphy-Monjack, имя при рождении — Бри́ттани Энн Бертоло́тти (англ. Brittany Anne Bertolotti); 10 ноября 1977, Атланта, Джорджия, США — 20 декабря 2009, Лос-Анджелес, Калифорния, США) — американская актриса и певица.
Её прорывом стала роль Тей Фрейзер в комедии «Бестолковые» (1995), за которой последовали роли второго плана в независимых фильмах «Шоссе» (1996) и «В наркотических волнах» (1997). Дебютировав на Бродвее с ролью в постановке «Вид с моста» в 1997 году, Мерфи следом появилась в картинах «Прерванная жизнь» (1999) и «Убийственные красотки» (1999). В 2000-х годах Мерфи приобрела популярность по ролям в таких фильмах, как «Не говори ни слова» (2001), «Сильная женщина» (2001), «Высший пилотаж» (2002), «Восьмая миля» (2002), «Молодожёны» (2003), «Городские девчонки» (2003), «Город грехов» (2005) и «Делай ноги» (2006). Она также известна по озвучиванию героини Луэнн Плэттер в мультсериале «Царь горы» (1997—2009). Последним фильмом с участием Мерфи стала картина «Не подавай виду», выпущенная в апреле 2014 года.
Мерфи умерла 20 декабря 2009 года в возрасте 32 лет от пневмонии. Спустя шесть месяцев при таких же обстоятельствах скончался её муж Саймон Монджек, что вызвало основания полагать, что их смерть наступила в результате заражения их дома грибком. Данная версия была отклонена коронерной службой.

## Ранние годы и образование
Бриттани Энн Бертолотти родилась 10 ноября 1977 года в Атланте, штат Джорджия, в семье Шэрон Кэтлин Мерфи (наполовину ирландки, наполовину восточно-европейской еврейки) и Анджело Джозефа Бертолотти (1926—22.01.2019, итало-американского происхождения). Родители Бриттани развелись, когда ей было два года, и будущая актриса осталась жить с матерью, взяв её фамилию. У Мерфи есть два старших брата и младшая сестра.
В 1982 году Бриттани Мерфи поступила в школу танцев и театрального искусства Верн Фаулера в Нью-Джерси. С четырёх лет она занималась пением и танцами, а уже в девятилетнем возрасте начала играть в местном театре. В 1991 году, после окончания средней школы в Эдисоне, Бриттани и её семья переехала в Лос-Анджелес, чтобы она могла продолжить актёрскую карьеру. По словам Бриттани, её мать никогда не пыталась уничтожить её талант и она считает маму решающим фактором в своём успехе: «Когда я просила маму переехать в Калифорнию, она продала всё и переехала сюда, ради меня. Она всегда в меня верила».

## Карьера

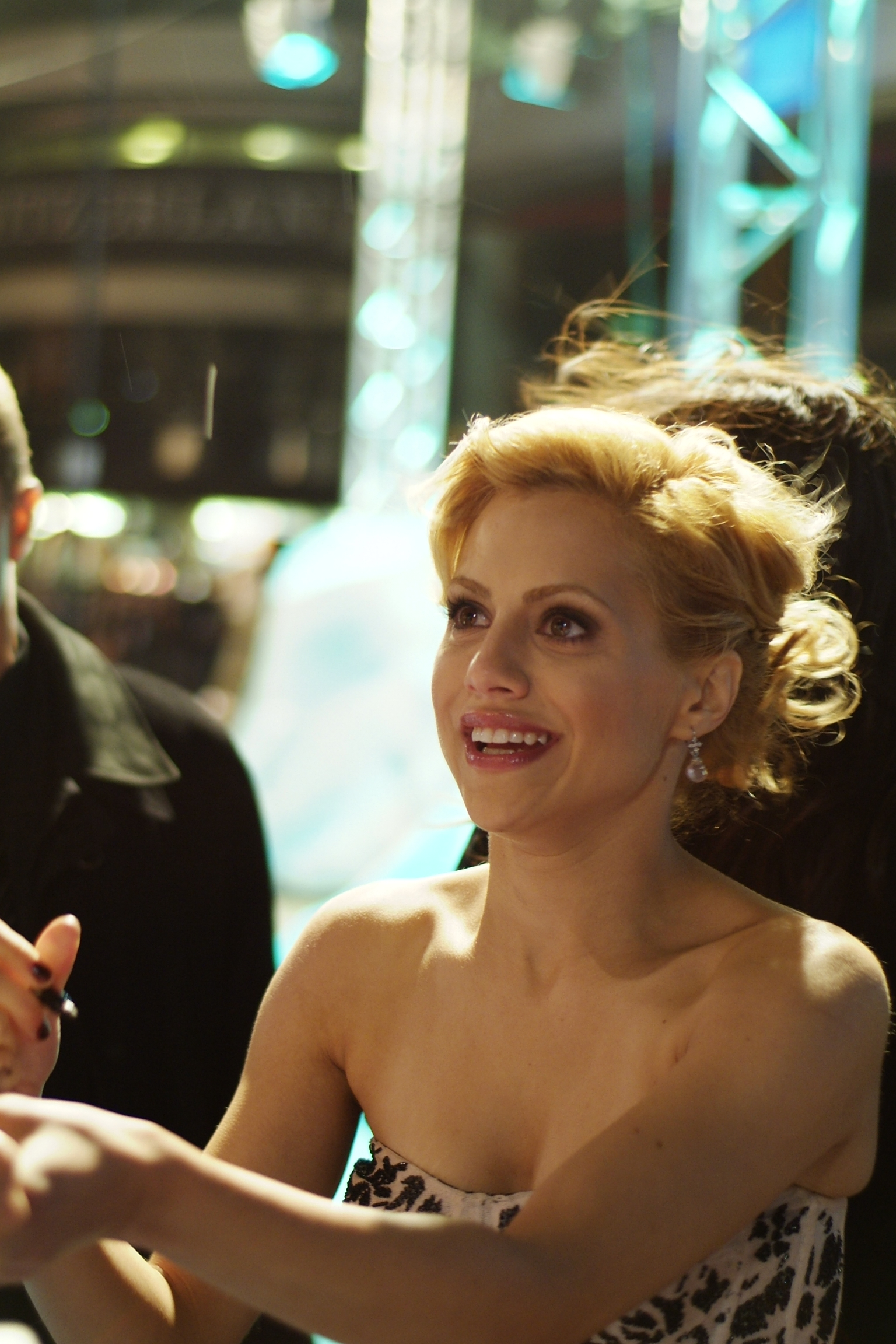
Бриттани Мерфи на премьере мультфильма «Делай ноги» в Лондоне, 26 ноября 2006 года

### Актёрская карьера
В 1991 году Мерфи подписала первый контракт с актёрским агентством и начала сниматься в телевизионной рекламе. Затем она начала появляться в небольших ролях на телевидении в сериалах «Мерфи Браун» (1991), «Класс Дрексела» (1991—1992), «Корпорация детей» (1991), «Паркер Льюис не может проиграть» (1992), «Блоссом» (1993) и других. Бродвейский дебют Мерфи состоялся в 1997 году, когда она сыграла роль Екатерины в пьесе «Вид с моста» вместе с Энтони Лапальей и Эллисон Дженни.
Прорывом в большом кино для неё стала роль Тай Фрейзер, одноклассницы и подруги главной героини в исполнении Алисии Сильверстоун, в молодёжной комедии «Бестолковые» (1995). В 1997 году актриса снялась в боевике Стива Ванга «Драйв».
В 1998 году за исполнение главной женской роли в телевизионной драме «Дэвид и Лиза» Бриттани Мерфи была номинирована на премию Young Artists Awards. Затем она снялась в телевизионной адаптации романа Джейн Йолен «Дьявольская арифметика» (1999). На рубеже 1990—2000 годов наиболее заметными работами актрисы были роли пациенток психиатрических клиник Дэйзи Рэндоун в драме «Прерванная жизнь» (1999), где Мерфи играла вместе с Вайноной Райдер и Анджелиной Джоли, и Элизабет Барроуз в триллере «Не говори ни слова» (2001), где её партнером был Майкл Дуглас.
Далее у Мерфи были роли в фильмах «Восьмая миля» (2002), «Городские девчонки» (2003), «Молодожёны» (2003), «Маленькая чёрная книжка» (2004) и «Город грехов» (2005). За первый фильм актриса стала обладательницей премии «Молодой Голливуд». За роли в этих фильмах Бриттани Мерфи получила международную известность и всеобщее признание критиков. Мерфи также работала и в независимых фильмах, включая «Высший пилотаж» (2002), «Неудачник» (2005), «Мёртвая девушка» (2006) и «Мальчишник» (2006).
Также актриса озвучила Луэнн Плэттер и Джозефа Гриббла — персонажей мультсериала «Царь горы». За озвучивание первого персонажа она трижды была номинирована на премию «Энни».
Кинокритик Роджер Эберт часто давал хорошие отзывы о её актёрских работах в нескольких фильмах, сравнивая её с Люсиль Болл.

Что касается Бриттани Мерфи, меня впечатлило её поведение на 2003-й церемонии вручения премии «Независимый дух», где она должна была представить одну из наград. Её задача состояла в том, чтобы прочитать имена пяти номинантов, открыть конверт и узнать имя победителя. И она превратила эту церемонию в возможность для собственной импровизационной комедии, притворяясь, что не может определить последовательность своих действий даже после того, как зрители кричали ей что делать, а менеджер пришёл, чтобы прошептать ей на ухо не один, а два раза. Некоторые были удивлены её глупостью, а я был ошарашен её блеском.— Роджер Эберт
В 2009 году она сыграла главную роль в телефильме «Мега-разлом». После окончания съёмок фильма «Безудержная» в июне 2009 года, актриса приступила к съёмкам фильма «Гость» (который был снят в Пуэрто-Рико), однако вскоре покинула проект и была заменена на Рашель Лефевр. Мерфи опровергла сообщения СМИ о том, что она была уволена из проекта из-за трудностей на съемочной площадке, и сослалась на «творческие разногласия».
Последними работами Бриттани Мерфи в кино стали фильмы «Безудержная» (2010) и «Не подавай виду» (2014), вышедшими уже после её смерти.

### Музыкальная карьера

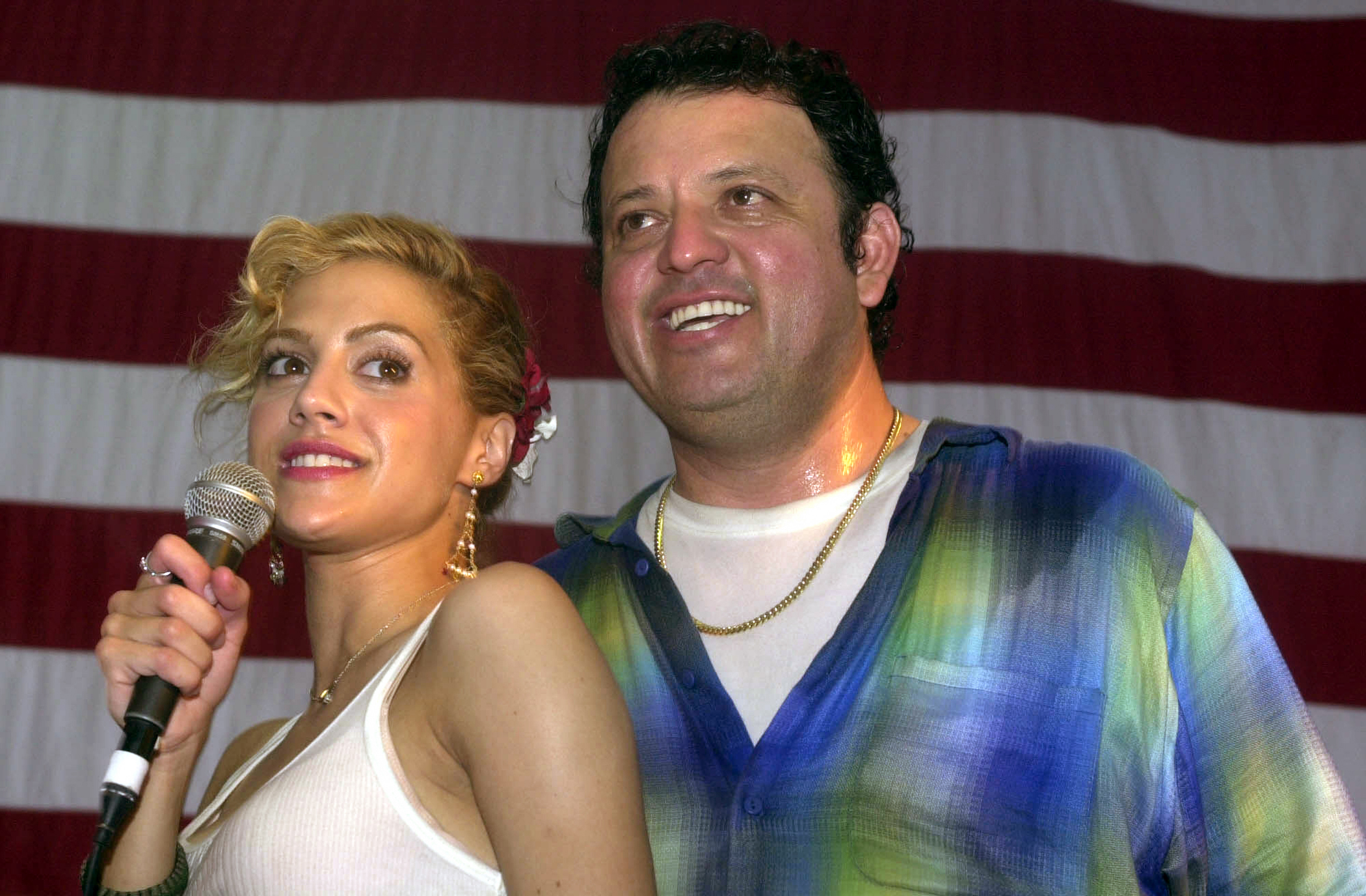
Бриттани Мерфи и Пол Родригес во время выступления для USO, 19 июня 2003 года

Бриттани Мерфи также занималась певческой карьерой. В интервью она утверждала:
Мне всегда казалось, что мой певческий голос не похож на говорящий… Я просто всегда держала это в тайне и никогда не считала себя необычной и за этого, потому что я хотела научиться работать за микрофоном в студии звукозаписи, и мои знакомые даже не знали, что я работаю над записью альбома.
В начале 1990-х годов Бриттани Мерфи была солисткой группы под названием Blessed Soul вместе со своим коллегой и другом Эриком Бальфуром. Композиции группы и голос актрисы звучал в саундтреках к фильмам «Прерванная жизнь» (1999) и «Прогулки с парнями на автомобилях» (2001).
6 июня 2006 года Мерфи и диджей Пол Окенфолд выпустили сингл «Faster Kill Pussycat» с альбома A Lively Mind. Сингл стал клубным хитом и хитом номер один в чарте Billboard. Он также занял седьмое место в списке лучших хитов 2006 года.
Позже она пробовала себя в музыке во время съёмок мультфильма «Делай ноги», в котором озвучила одного из персонажей — пингвина Глорию. Актриса также высказывалась о характере своего персонажа:
Глория, как ни странно, мой самый любимый из всех персонажей, которых я играла, ведь в некотором смысле по характеру она похожа на меня. И она пингвин! Джордж Миллер хотел для этой роли человека, который мог говорить и петь. И я сказала, что могу петь, но он попросил продемонстрировать свой голос. Я не думаю, что он воспринял меня очень серьёзно, потому что большинство актёров говорят, что они могут делать многое.

## Личная жизнь
Ещё в школе Мерфи встречалась с актёром Джонатаном Брэндисом. С конца 2002 по 2003 год встречалась с Эштоном Кутчером, с которым актриса снялась в фильме «Молодожёны».
12 апреля 2007 года Мерфи вышла замуж за продюсера и сценариста Саймона Монджека (1970—2010). Их частная еврейская церемония бракосочетания проходила в Лос-Анджелесе.
В начале 2000-х годов Бриттани Мерфи сильно похудела, что привело к слухам о её кокаиновой зависимости. В 2005 году Мерфи опровергла эти спорные утверждения журнала Jane, сказав: «Нет, даже просто для веселья я никогда не пробовала наркотики за всю свою жизнь».

## Смерть
20 декабря 2009 года в 8 утра по местному времени в пожарный департамент Лос-Анджелеса поступил «медицинский запрос» в дом Мерфи и Монджека. Прибывшие по вызову пожарные пытались реанимировать Мерфи, найденную без сознания в ванной. Она была доставлена в медицинский центр «Cedars-Sinai», где врачи констатировали смерть в 10:04 утра в результате остановки сердца. 24 декабря 2009 года Мерфи была похоронена на кладбище «Форест-Лон», расположенном на Голливудских холмах.

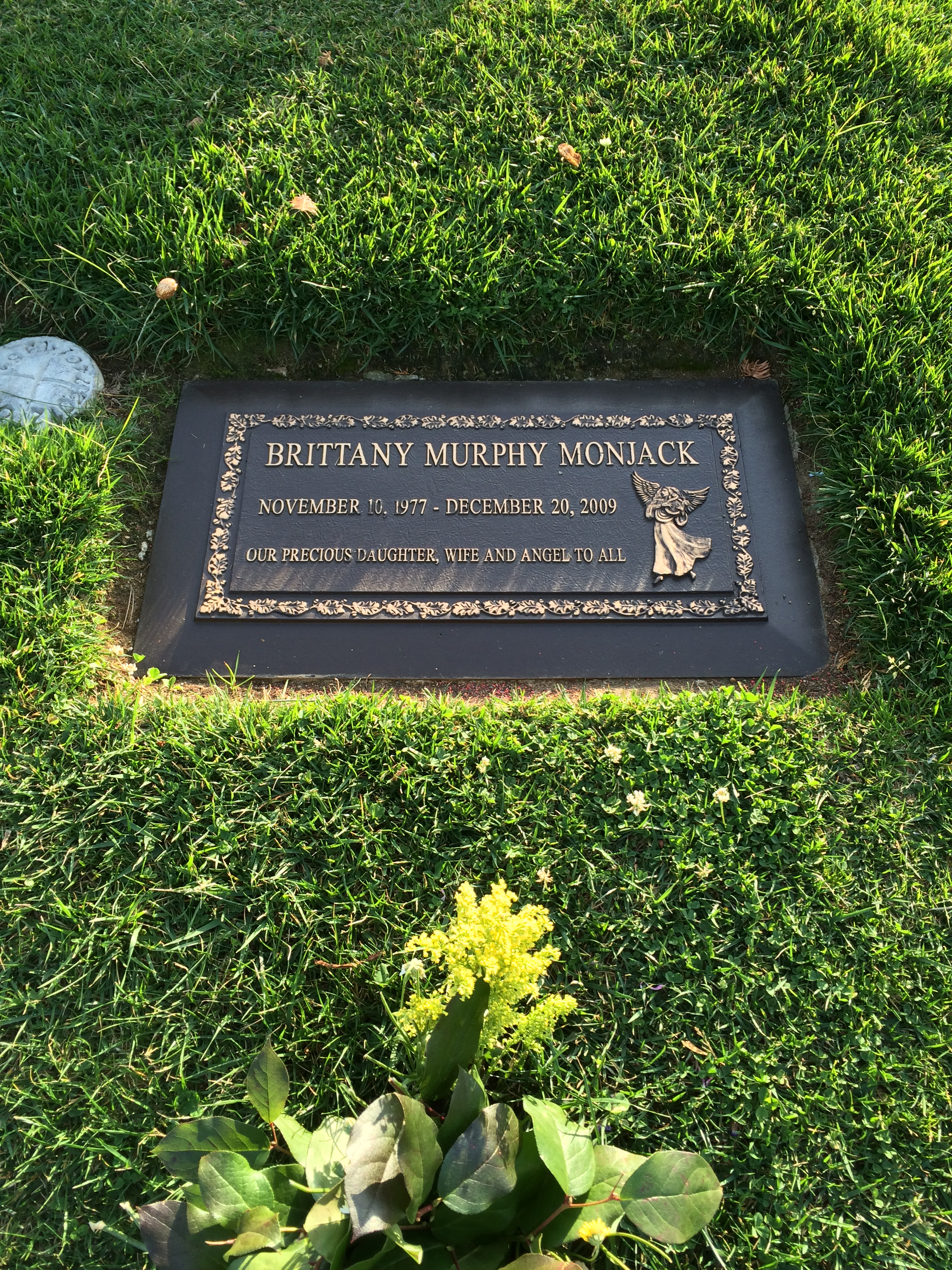
Могила Бриттани Мерфи на кладбище Форест-Лон

4 февраля 2010 года ассистент главы коронерной службы округа Лос-Анджелес Эд Уинтер заявил, что основной причиной смерти Мерфи стала пневмония, а вторичными факторами были названы железодефицитная анемия и передозировка лекарственных препаратов. 25 февраля 2010 года коронер выпустил отчёт, согласно которому Мерфи принимала большое количество лекарств по рецепту и без, пытаясь вылечиться от простуды или инфекции дыхательных путей. В её теле было найдено повышенное содержание гидрокодона, панадола, левамфетамина и хлорфенамина. Все из лекарств были легальны, а её смерть была признана несчастным случаем.
23 мая 2010 года в том же доме, где скончалась Мерфи, был найден мёртвым её муж Саймон Монджек. В июле 2010 года причиной его смерти были названы острая пневмония и тяжёлая анемия. Департамент здравоохранения округа Лос-Анджелес рассматривал версию, что причиной их смертей могло стать заражение дома грибком. Тем не менее Эд Уинтер, представитель службы коронера, заявил, что «нет никаких оснований» полагать, что именно грибок стал причиной их смертей. Шэрон, мать покойной, назвала эту версию «абсурдной» и отметила, что дом её дочери даже не исследовался на предмет заражённости грибком. Однако в декабре 2011 года Шэрон Мерфи изменила свою позицию, назвав именно грибок причиной смертей её дочери и зятя. Она подала иск против адвокатов, ранее представлявших её в деле против строителей дома, где скончались Мерфи и Монджек.
11 января 2012 года отец Мерфи, Анджело Бертолотти, обратился в Высший суд Калифорнии с требованием к коронерной службе предоставить ему образцы волос его дочери для независимого тестирования. 11 июля 2012 года его иск был отклонён после того, как Бертолотти не явился на два слушания по делу. 18 ноября 2013 года Анджело Бертолотти заявил о проведении токсикологической экспертизы, которая показала, что отравление тяжёлыми металлами, в том числе сурьмой и барием, могло стать возможной причиной смерти дочери. Шэрон Мерфи назвала такую версию «клеветой».

## Память
В январе 2010 года Шэрон Мерфи и Саймон Монджек объявили об основании благотворительного фонда «Brittany Murphy Foundation» в память об актрисе, деньги с которого пойдут на обучение детей из неполных семей актёрскому мастерству и искусству, а также на финансирование USO и исследования по борьбе с раком. Фонд был учрежден 4 февраля 2010 года на мероприятии по сбору средств в театре «Сабан» в Беверли-Хиллз. Однако после основания проверка показала, что в фонде нет информации о получении прибыли. В свою очередь фонд объявил, что будет возмещать полученные пожертвования, и опубликовал официальное письмо на своём сайте. Сотрудники заявили, что фонд был основан в ускоренном темпе в качестве частной организации с планами статуса НКО. Затем они добавили, что решили выждать, пока фонд носит некоммерческий статус, который был утвержден ранее для того, чтобы по-настоящему чтить память Бриттани Мерфи из благотворительных, а не торговых целей. 10 ноября 2013 года фонд Бриттани Мерфи был официально восстановлен, о чём сообщил отец актрисы Анджело Бертолотти в пресс-релизе, размещённом на сайте.

## Фильмография

### Актриса
| Год       |     | Русское название                  | Оригинальное название                    | Роль                          |
| --------- | --- | --------------------------------- | ---------------------------------------- | ----------------------------- |
| 1991      | с   | Мерфи Браун                       | Murphy Brown                             | сестра Фрэнка                 |
| 1991—1992 | с   | Класс Дрексела                    | Drexell's Class                          | Брэнда Дрексел                |
| 1992      | с   | Корпорация детей                  | Kids Incorporated                        | Селеста                       |
| 1992      | с   | Паркер Льюис не может проиграть   | Parker Lewis Can’t Lose                  | Энджи                         |
| 1993      | ф   | Надежда семьи                     | Family Prayers                           | Элиза                         |
| 1993      | с   | Почти главная                     | Almost Home                              | Молли Морган                  |
| 1993      | с   | Блоссом                           | Blossom                                  | Венди                         |
| 1994      | с   | Фрейзер                           | Frasier                                  | Олсен                         |
| 1994      | с   | Вечеринка на пятерых              | Party of Five                            | Эбби                          |
| 1994—1995 | с   | Сестра, сестра                    | Sister, Sister                           | Сара                          |
| 1995      | ф   | Бестолковые                       | Clueless                                 | Тай Фрейзер                   |
| 1995      | с   | Парень познаёт мир                | Boy Meets World                          | Трини Мартин                  |
| 1995      | с   | Маршал                            | The Marshal                              | Лиззи Рот                     |
| 1995      | с   | Подводная одиссея                 | SeaQuest DSV                             | Кристин ВанКэмп               |
| 1995      | с   | Одно убийство                     | Murder One                               | Диана Карсон                  |
| 1996      | ф   | Шоссе                             | Freeway                                  | Ронда                         |
| 1996      | тф  | Двойное наказание                 | Double Jeopardy                          | Джулия Мария Ньюман           |
| 1996      | с   | Детектив Нэш Бриджес              | Nash Bridges                             | Кэрри                         |
| 1996      | с   | Бестолковые                       | Clueless                                 | Жасмин                        |
| 1997—2009 | мс  | Царь горы                         | King of the Hill                         | Луэнн Плэттер / Джозеф Гриббл |
| 1997      | ф   | В наркотических волнах            | Bongwater                                | Мэри                          |
| 1997      | ф   | Драйв                             | Drive                                    | Деливеренс                    |
| 1998      | в   | Пророчество 2                     | The Prophecy II                          | Иззи                          |
| 1998      | ф   | Феникс                            | Phoenix                                  | Вероника                      |
| 1998      | ф   | Зак и Реба                        | Zack and Reba                            | Реба Симпсон                  |
| 1998      | тф  | Дэвид и Лиза                      | David and Lisa                           | Лиза                          |
| 1999      | тф  | Дьявольская арифметика            | The Devil’s Arithmetic                   | Ривка                         |
| 1999—2000 | мс  | Пеппер Энн                        | Pepper Ann                               | Tank the 8th grader           |
| 1999      | ф   | Убийственные красотки             | Drop Dead Gorgeous                       | Лиза Свенсон                  |
| 1999      | ф   | Падающие небеса                   | Falling Sky                              | Эмили Николсон                |
| 1999      | ф   | Прерванная жизнь                  | Girl, Interrupted                        | Дейзи Рендон                  |
| 2000      | тф  | Запретная любовь                  | Common Ground                            | Дороти Нельсон                |
| 2000      | ф   | Трикси                            | Trixie                                   | Руби                          |
| 2000      | ф   | Ангелы                            | Angels!                                  | медсестра Беллоус             |
| 2000      | ф   | Убийства в Черри-Фолс             | Cherry Falls                             | Джоди Маркен                  |
| 2000      | ф   | Прослушивание                     | The Audition                             | Даниэлла                      |
| 2001      | ф   | Тротуары Нью-Йорка                | Sidewalks of New York                    | Эшли                          |
| 2001      | ф   | Летние игры                       | Summer Catch                             | Диди Маллиган                 |
| 2001      | ф   | Не говори ни слова                | Don't Say a Word                         | Элизабетт Борроуз             |
| 2001      | ф   | Сильная женщина                   | Riding in Cars with Boys                 | Фэй Форрестер                 |
| 2002      | ф   | Высший пилотаж                    | Spun                                     | Никки                         |
| 2002      | кор |                                   | Something in Between                     | Скай                          |
| 2002      | ф   | Восьмая миля                      | 8 Mile                                   | Алекс                         |
| 2003      | ф   | Молодожёны                        | Just Married                             | Сара Лизак                    |
| 2003      | ф   | Городские девчонки                | Uptown Girls                             | Молли Ганн                    |
| 2003      | мф  | Лохматый спецназ                  | Good Boy!                                | Нелли                         |
| 2004      | ф   | Маленькая чёрная книжка           | Little Black Book                        | Стейси Холт                   |
| 2004      | кор | Роковое желание                   | A Fatal Desire                           | различные роли                |
| 2005      | ф   | Город Грехов                      | Sin City                                 | Шелли                         |
| 2005      | ф   | Неудачник                         | Neverwas                                 | Мэгги Блейк                   |
| 2005      | тф  | Я всё ещё здесь                   | I'm Still Here                           | Элиза Биндер                  |
| 2006      | ф   | Мальчишник                        | The Groomsmen                            | Сью                           |
| 2006      | ф   | Любовь и другие катастрофы        | Love and Other Disasters                 | Эмили Джексон                 |
| 2006      | ф   | Мёртвая девушка                   | The Dead Girl                            | Криста                        |
| 2006      | мф  | Делай ноги                        | Happy Feet                               | Глория                        |
| 2008      | ф   | Суши girl                         | The Ramen Girl                           | Эбби                          |
| 2008      | в   | Футурама: Зверь с миллиардом спин | Futurama: The Beast with a Billion Backs | Коллин О'Холлалан             |
| 2009      | в   | Дедлайн                           | Deadline                                 | Элис                          |
| 2009      | тф  | Убийство по наследству            | Tribute                                  | Силла МакГоуэн                |
| 2009      | ф   | Напротив по коридору              | Across the Hall                          | Джун                          |
| 2009      | тф  | Мега-разлом                       | MegaFault                                | доктор Эми Лейн               |
| 2010      | в   | Безудержная                       | Abandoned                                | Мэри Уолш                     |
| 2014      | ф   | Не подавай виду                   | Something Wicked                         | Сьюзен                        |

### Продюсер
- 2008 — «Суши girl»[43].

## Роли в театре
| Год  | Название    | Роль      | Место проведения | Ист    |
| ---- | ----------- | --------- | ---------------- | ------ |
| 1997 | Вид с моста | Екатерина | Бродвей          | [ 44 ] |

## Видеоигры
| Год  | Игра                                            | Персонаж   | Примечания  |
| ---- | ----------------------------------------------- | ---------- | ----------- |
| 2005 | Marc Ecko’s Getting Up: Contents Under Pressure | Карен Лайт | озвучивание |
| 2006 | Happy Feet                                      | Глория     | озвучивание |

## Видеоклипы
| Год  | Песня                     | Исполнитель     | Примечания                               |
| ---- | ------------------------- | --------------- | ---------------------------------------- |
| 1995 | «Here»                    | Люси Джексон    |                                          |
| 2001 | «A Little Respect»        | Wheatus         |                                          |
| 2004 | «Closest Thing to Heaven» | Tears for Fears |                                          |
| 2006 | «Faster Kill Pussycat»    | Пол Окенфолд    | Также исполнила вокальные партии в песне |

## Награды и номинации
Полный список наград и номинаций на сайте IMDb.com.
| Награда              | Год  | Категория                                             | Работа                                          | Результат |
| -------------------- | ---- | ----------------------------------------------------- | ----------------------------------------------- | --------- |
| Young Artists Awards | 1996 | Лучшая профессиональная певица                        | н/д                                             | Номинация |
| Young Artists Awards | 1996 | Лучшая молодая актриса в художественном фильме        | Бестолковые                                     | Номинация |
| Young Artists Awards | 1999 | Лучшая женская роль                                   | Дэвид и Лиза                                    | Номинация |
| Young Artists Awards | 2000 | Лучшая молодая актриса в художественном фильме        | Прерванная жизнь                                | Номинация |
| Teen Choice Awards   | 2003 | Лучшая комедийная актриса                             | Молодожёны                                      | Номинация |
| Teen Choice Awards   | 2003 | Лучшая драматическая актриса                          | Восьмая миля                                    | Номинация |
| Teen Choice Awards   | 2003 | Лучший поцелуй (совместно с Эминемом)                 | Восьмая миля                                    | Победа    |
| Teen Choice Awards   | 2003 | Лучший поцелуй (совместно с Эштоном Кутчером)         | Молодожёны                                      | Номинация |
| Teen Choice Awards   | 2005 | Лучшая драматическая актриса                          | Маленькая чёрная книжка                         | Номинация |
| Спутник              | 2002 | Лучшая актриса второго плана — драма                  | Не говори ни слова                              | Номинация |
| VGX                  | 2006 | Лучшее озвучивание второстепенного женского персонажа | Marc Ecko’s Getting Up: Contents Under Pressure | Номинация |
| Выбор критиков       | 2006 | Лучший актёрский состав                               | Город грехов                                    | Номинация |
| Молодой Голливуд     | 2002 | Выдающееся исполнение женской роли                    | Восьмая миля                                    | Победа    |
| Золотая малина       | 2004 | Худшая женская роль второго плана                     | Молодожёны                                      | Номинация |
| Энни                 | 2009 | Лучшее озвучивание                                    | Царь горы                                       | Номинация |